# Christian Thomas
Christian Richard Thomas (Koppenhága, 1896. február 7. – Gentofte, 1970. október 4.) olimpiai bajnok dán tornász.
Az 1920. évi nyári olimpiai játékokon indult, mint tornász és a szabadon választott gyakorlatok csapatversenyben aranyérmes lett.
Klubcsapata a Merkur volt.